# Снежана Богосављевић Бошковић
Снежана Богосављевић Бошковић српска је политичарка, универзитетска професорка и научна радница. Бивша је министарка пољопривреде и заштите животне средине Републике Србије.

## Биографија
Рођена је 24. јануара 1964. године у месту Ивањици у Социјалистичкој Републици Србији у држави Социјалистичкој Федеративној Републици Југославији.
Основну и средњу природно-техничку школу (смер за биохемију и молекуларну биологију) завршила је у Ивањици. Дипломирала је на Агрономском факултету у Чачку 1986. године. Магистрирала је на Пољопривредном факултету у Земуну 1990. године, а 1994. године је на истом факултету докторирала на тему Утицај начина гајења на товне особине и квалитет меса бројлера тешких линијских хибрида кокоши, постајући уједно са тридесет година живота једна од најмлађих доктора наука универзитета у Крагујевцу.
Професионалну каријеру започела је као асистент приправник из области предмета Зоотехника Агрономског факултета у Чачку 1987. године. За асистента је изабрана 1990. године, за доцента 1995. године, а за ванредног професора 2000. године. Од 2006. године је шеф катедре за Сточарство и технологију анималних сировина. Ангажована је као професор на основним, мастер и докторским студијама. Аутор је и коаутор више од 200 научних радова објављених у домаћим часописима. Члан је Светске научне асоцијације живинара. Објавила је монографију, практикум и више публикација из области технологије гајења домаћих животиња.
У претходном периоду била је продекан за наставу и истраживачки научни рад, члан је Суда части Универзитета, члан је Савета Универзитета у Крагујевцу, члан стручних већа за биологију и хемију са хемијским инжењерством и биотехнологијом. Била је ментор и члан комисија за оцену и одбрану већег броја дипломских радова, магистраских теза и докторских дисертација. Учествовала је као истраживач или руководилац у реализацији већег броја пројеката у Србији и у реализацији једног међународног научно-истраживачког пројекта.
Обављала је функцију потпредседнице градског одбора Социјалистичке партије Србије у Чачку. Потпредседница је форума жена Социјалистичке партије Србије у Чачку. На изборима за народне посланике маја 2012. године изабрана је за народну посланицу у Народној скупштини Републике Србије. У претходном сазиву била је заменица члана одбора за образовање, науку, технолошки развој и информатичко друштво.
Чланица је Социјалистичке партије Србије од оснивања партије 1990. године, у младости је била члан друштвено политичких организација у Социјалистичкој Федеративној Републици Југославији, Савеза социјалистичке омладине Југославије и Савеза комуниста Југославије.
Живи у Чачку, удата је и мајка једног детета.